# Alain Chartier

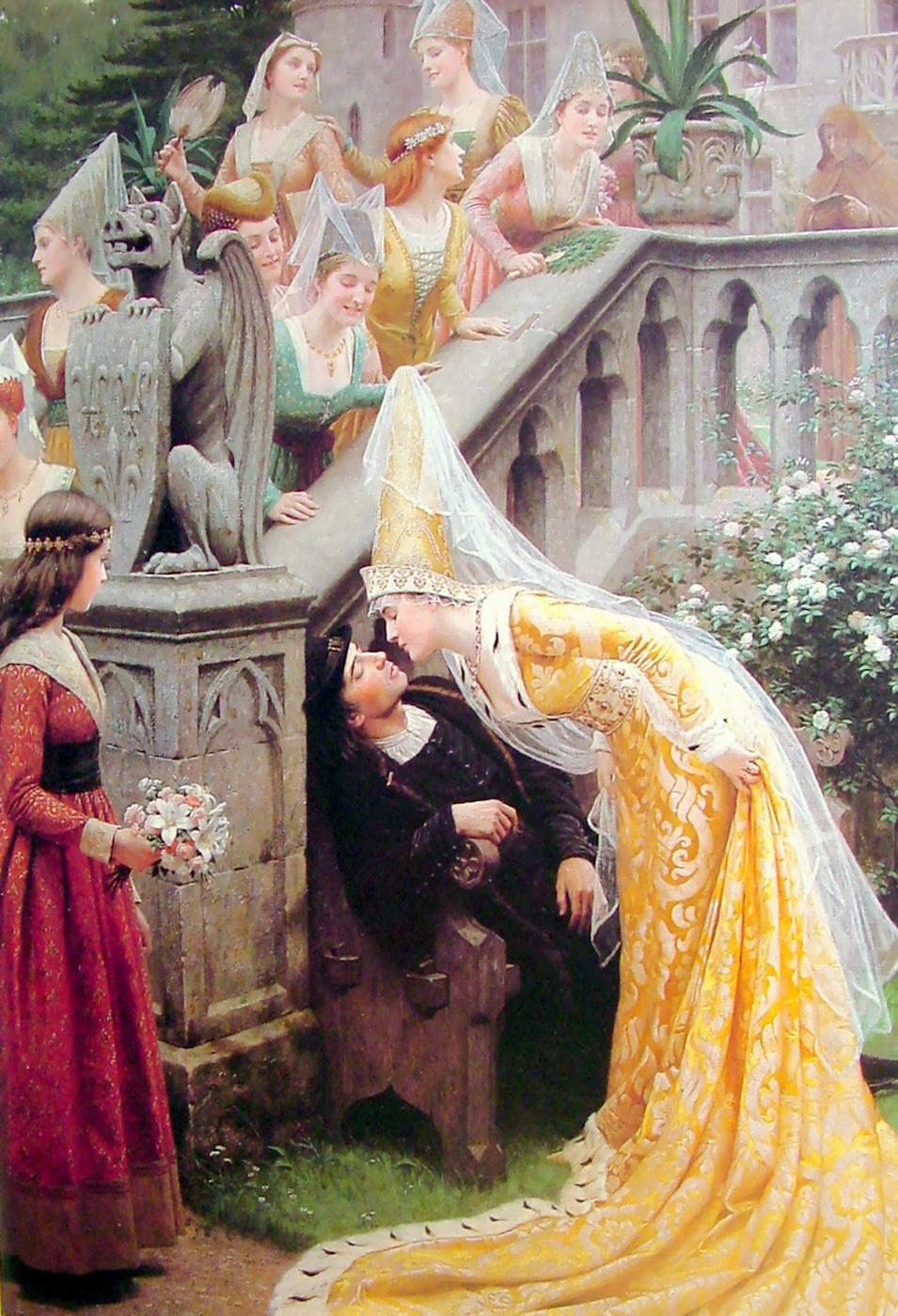
Alain Chartier según Edmund Blair Leighton (1903), siendo besado por Margarita de Escocia.

Alain Chartier (Bayeux, c. 1390–Aviñón, c. 1430) fue un poeta francés de la Edad Media.
Nació en el seno de una familia en la que tuvo por hermanos a Guillaume Chartier, obispo de París, y a Thomas Chartier, notario del rey (pero no al historiador Jean Chartier).
En 1415, poco antes de la invasión inglesa de Normandía, se exilia para no volver. En el exilio entró a la corte de Bourges, llegando a secretario y notario de los príncipes Carlos VI y Carlos VII, desempeñando funciones de mediador en varias misiones diplomáticas. También fue destinado a las embajadas de Alemania (1424) y de Venecia (1425), y a la de Escocia (1427) para intervenir en la alianza entre Escocia y Francia en Inglaterra, o para intervenir en la petición de matrimonio a Margarita de Escocia de parte del delfín Luis de Valois, futuro Luis XI.
En su propia época ya adquirió una gran reputación, y se le tildó con el apodo de Père de l'éloquence française (‘padre de la elocuencia francesa’). Étienne Pasquier (1529-1615) y Guillaume Bouchet (ca. 1513 - 1594) dijeron que la propia Margarita de Escocia le dio mientras estaba adormecido un beso en la boca, en «la preciosa boca de dónde salían tan buenas palabras y virtuosas palabras» (la précieuse bouche de laquelle sont issus et sortis tant de bons mots et vertueuses paroles); es probable que se trate de una leyenda cortesana, originada en la "Novella I 46" de la Prima parte delle novelle (ed. 1554 y pronto traducida al francés) de Matteo Bandello, que cuenta la anécdota y pone en boca de la mujer del Delfín estas palabras: "ma abbiamo col bascio riverita ed onorata la bellissima bocca del beato ingegno di questo divino poeta e facondissimo dicitore, da la quale tutto 'l dí escono rubini e perle e tante gemme preziose de la eloquenza de la nostra lingua gallicana" ("con el beso hemos reverenciado y honrado la bellísima boca del feliz ingenio de tan divino poeta y facundo orador, de la que todo el día salen rubíes y perlas y tantas piedras preciosas de la elocuencia de nuestra lengua gálica"). En realidad Margarita no pisó suelo francés hasta 1436, ya muerto el poeta. El mismo Pasquier le puso otro apodo, el de Sénèque de la France (‘Séneca de Francia’). Sus contribuciones a la formación de la lengua francesa son notables y sus poesías, del género alegórico, tuvieron gran éxito ya en su tiempo.

## Obra
- Le Livre des Quatre Dames (1416). Su primera obra de la que se tiene constancia, de su época de estudiante en la Universidad de París. Se trata de un largo poema octosílabo de 3.600 versos. Debate cortés situado el día siguiente de la Batalla de Azincourt.
- Breviaire des nobles.
- Complainte d'ung amoreux et la responce de sa damme.
- L'hôpital d'amours.
- La belle dame sans mercy.
- Le dyalogue.
- Le lay de paix.
- Les croniques du feu roy Charles septieme.
- Les demandes d'amours, avec la response.
- Les fais.
- Les faiz dictes et ballades.
- Quadrilogue invectif  (1422), alegoría política en prosa, todo un llamamiento a la unidad de la nación francesa donde Francia suplica sus tres hijos, el Pueblo, la Nobleza, y el Clero, que se reconcilien por el bien de todos ellos.
- La Belle dame sans merci (1424). Inspiraría cuatro siglos más tarde al poeta inglés John Keats su famosa balada homónima.
- Le Livre de l'Espérance (1429). Escrito la vigilia de la liberación de Orleans por parte de Juana de Arco, se trata de un ataque contra la nobleza y el clero.
- Le Curial, sátira.
- Le Débat du Réveille-Matin.

- Datos: Q982038
- Multimedia: Alain Chartier / Q982038